# Lucasioides cavernicolus
Lucasioides cavernicolus är en kräftdjursart som beskrevs av Kae Kyoung Kwon och Stefano Taiti 1993. Lucasioides cavernicolus ingår i släktet Lucasioides och familjen Trachelipodidae. Inga underarter finns listade i Catalogue of Life.